# Pierre Seignette
Pierre Seignette (* 4. Dezember 1660 in La Rochelle; † 11. März 1719 ebenda) war ein französischer Arzt und Apotheker.
Der in einem protestantischen Elternhaus aufgewachsene Seignette war zunächst als Apotheker tätig. Nach dem Übertritt zum katholischen Glauben wurde er zum Medizinstudium zugelassen und war Hofarzt von Ludwig XIV. Ihm wird häufig die Entdeckung des Seignettesalzes Kaliumnatriumtartrat zugeschrieben, das aber sein Vater Elie Seignette (1632–1698) entdeckte (und mit seinem Bruder Jehan in großen Mengen herstellte). Die Ferroelektrizität wurde früher als Seignette-Elektrizität (selten auch als Seignettesalzelektrizität) bezeichnet, da sie am Seignettesalz entdeckt wurde.
Er war korrespondierendes Mitglied der Académie royale des sciences.